# Sciophila pinniger
Sciophila pinniger är en tvåvingeart som beskrevs av Soli 1997. Sciophila pinniger ingår i släktet Sciophila och familjen svampmyggor. Inga underarter finns listade i Catalogue of Life.